# Coupe d'Arménie de football 2008
Navigation
Coupe d'Arménie 2007 Coupe d'Arménie 2009
La Coupe d'Arménie 2008 est la 17e édition de la Coupe d'Arménie depuis l'indépendance du pays. Elle prend place entre le 21 mars et le 9 mai 2008.
Un total de quatorze équipes participe à la compétition, correspondant à l'ensemble des huit clubs de la première division 2008 auxquels s'ajoutent six équipes du deuxième échelon.
La compétition est remportée par l'Ararat Erevan qui s'impose à l'issue de la finale contre le Banants Erevan, tenant du titre, pour gagner sa cinquième coupe nationale. Cette victoire permet à l'Ararat de se qualifier pour la Coupe UEFA 2008-2009 ainsi que pour l'édition 2009 de la Supercoupe d'Arménie.

## Premier tour
Le premier tour est disputé par douze des quatorze participants, l'Ararat et le Banants Erevan étant directement qualifiés pour le tour suivant en tant que finalistes de l'édition précédente. Les matchs aller sont disputés les 21 et 22 mars 2008, et les matchs retour une semaine plus tard les 28 et 29 mars.
| Équipe 1              | Score  | Équipe 2             | Aller  | Retour |
| --------------------- | ------ | -------------------- | ------ | ------ |
| Banants-2 Erevan (D2) | 2 - 6  | (D1) Pyunik Erevan   | 1 - 4  | 1 - 2  |
| Pyunik Erevan (D1)    | 15 - 2 | (D2) Patani FC       | 11 - 2 | 4 - 0  |
| Gandzasar Kapan (D1)  | 8 - 0  | (D2) Pyunik-2 Erevan | 3 - 0  | 5 - 0  |
| Kilikia Erevan (D1)   | 5 - 2  | (D2) Mika-2 Erevan   | 2 - 0  | 3 - 2  |
| Mika Erevan (D1)      | 11 - 0 | (D2) Ararat-2 Erevan | 7 - 0  | 4 - 0  |
| Shengavit FC (D2)     | 2 - 3  | (D1) Shirak FC       | 1 - 3  | 1 - 0  |

## Quarts de finale
Les matchs aller sont disputés le 3 avril 2008, et les matchs retour la semaine suivante le 10 avril.
| Équipe 1            | Score             | Équipe 2             | Aller | Retour   |
| ------------------- | ----------------- | -------------------- | ----- | -------- |
| Ararat Erevan (D1)  | 2 - 1             | (D1) Ulisses FC      | 0 - 1 | 2 - 0    |
| Pyunik Erevan (D1)  | 0 - 0 (4 - 1 tab) | (D1) Gandzasar Kapan | 0 - 0 | 0 - 0 ap |
| Kilikia Erevan (D1) | 2 - 3             | (D1) Mika Erevan     | 0 - 1 | 1 - 2    |
| Shirak FC (D1)      | 1 - 1 (5 - 6 tab) | (D1) Banants Erevan  | 0 - 1 | 1 - 0 ap |

## Demi-finales
Les matchs aller sont disputés le 14 avril 2008, et les matchs retour neuf jours plus tard le 23 avril.
| Équipe 1           | Score | Équipe 2            | Aller | Retour |
| ------------------ | ----- | ------------------- | ----- | ------ |
| Ararat Erevan (D1) | 5 - 1 | (D1) Pyunik Erevan  | 2 - 1 | 3 - 0  |
| Mika Erevan (D1)   | 1 - 5 | (D1) Banants Erevan | 1 - 3 | 0 - 2  |

## Finale
La finale de cette édition oppose les deux mêmes équipes que la saison précédente, qui sont les clubs erevanais de l'Ararat et du Banants. L'Ararat dispute à cette occasion sa septième finale depuis 1993, pour quatre succès dont le plus récent date de 1997. Tenant du titre, le Banants joue quant à lui sa cinquième finale, ayant remporté le trophée l'année précédente pour la deuxième fois de son histoire, son autre titre datant de 1992.
La rencontre est disputée le 9 mai 2008 au stade Arnar (en) d'Idjevan. Le premier but du match est inscrit peu après l'heure de jeu par Marko Markov en faveur du Banants, qui tient ainsi l'avantage à la mi-temps. L'Ararat finit cependant par égaliser à un quart d'heure de la fin du temps réglementaire par l'intermédiaire de Vahagn Minasyan (en) et force les deux équipes à la prolongation. Celle-ci voit finalement l'Ararat l'emporter grâce à un but de Marcos Pizzelli à la 115e minute qui offre au club sa cinquième coupe nationale.
| Entraîneur :            |
| Varuzhan Sukiasyan (en) |

| Entraîneur :           |
| Nedelcho Matushev (en) |

| Entraîneur :            |
| Varuzhan Sukiasyan (en) |

| Entraîneur :           |
| Nedelcho Matushev (en) |